# Aloys Ntiwiragabo
Aloys Ntiwiragabo, né en 1948, est responsable des renseignements militaires rwandais de juin 1993 à juillet 1994 pendant le génocide des Tutsi au Rwanda,.
Il est nommé dans les actes d'accusations du Tribunal pénal international pour le Rwanda (TPIR) en tant que co-responsable du génocide de 1994 au Rwanda,.
Une enquête préliminaire est ouverte le 24 juillet 2020, pour « crimes contre l’humanité » contre Aloys Ntiwiragabo,,. Le Rwanda émet un mandat d'arrêt international à son encontre le 21 décembre 2021 pour crime contre l'humanité. Il est recherché par Interpol pour crime contre l'humanité et génocide.

## Biographie
Il est né au Rwanda à Satinskyi/Gisenyi dans le district de Ngororero.
Selon sa propre biographie, il est issu de la 10e promotion des officiers des Forces Armées Rwandaises (1969-1971). En 1973, il intègre la Garde nationale puis la Gendarmerie nationale en 1976.

## Responsabilités pendant le génocide des Tutsis
Aloys Ntiwiragabo commande les gendarmes de Kigali jusqu’en 1993, dont le capitaine Pascal Simbikangwa qui fût condamné en France à 25 ans de prison pour génocide. En juin 1993, Aloys Ntiwiragabo est le chef des renseignements militaires rwandais (G2) et chef d’état-major adjoint de l’armée rwandaise. Le G2 définit une liste d'ennemis de l'intérieur et de l'extérieur, où figurent notamment les Tutsi et dont la paternité est attribué à Aloys Ntiwiragabo par le Tribunal pénal international pour le Rwanda. Le G2 diffusent également de fausses informations à la radio. Aloys Ntiwiragabo est partie prenante des réunions quotidiennes de l’état-major des forces armées rwandaises pendant le génocide. Il appartient au cercle du pouvoir présidentiel de l'Akazu, qui répandra l’idéologie d’extrémistes radicaux rwandais qui conduira au génocide.
Le procureur du Tribunal pénal international pour le Rwanda cite Aloys Ntiwiragabo parmi 11 individus qui « dès la fin de 1990 et jusqu’à juillet 1994 […] se sont entendus entre eux et avec d’autres pour élaborer un plan dans l’intention d’exterminer la population civile tutsi et d’éliminer les membres de l’opposition et de se maintenir au pouvoir. […] Ils ont organisé, ordonné et participé aux massacres ».

## Cavale internationale et poursuites
Après le génocide, Aloys Ntiwiragabo passe par le Kenya, le sud du Soudan (1997) puis au Zaïre où comme de nombreux responsables militaires de l’ancien régime Rwandais, il participe à la création de la rébellion hutue rwandaise FDLR dont il devient général-major lors de la seconde guerre du Congo en 1998, en collaboration du régime de Laurent-Désiré Kabila,.
Le Tribunal pénal international pour le Rwanda (TPIR) ne parviendra jamais à capturer Aloys Ntiwiragabo. Il est l’un des deux seuls participants de l’état-major des forces armées rwandaises de l'époque à n’avoir jamais été arrêtés ni jugés.
Il demande en 2001 des visas aux ambassades françaises de Khartoum (Soudan) et Niamey (Niger), mais il n'est pas inquiété pour autant en s'y rendant en personne. Ces demandes seront refusées en 2011. Quelques années précédant ses demandes pour accéder au territoire français, son épouse Catherine Nikuze s'installe dans la région d’Orléans en France après avoir obtenu l’asile le 22 septembre 1999. Elle obtient la nationalité française en 2005, alors qu'elle prend part à des activités d'extrémistes en exil selon Mediapart.
En 2001, il est en RDC, le juge français Jean-Louis Bruguière le rencontrant dans le cadre de l’enquête sur l’attentat du 6 avril 1994 contre l’avion du dictateur rwandais Juvénal Habyarimana, qui fut l’acte déclencheur du génocide.
Aloys Ntiwiragabo a déclaré à l'Ofpra d'avoir vécu au Soudan jusqu’en 2011.
En 2012, le tribunal de Paris a cherché à l'entendre comme témoin dans une enquête menée par le pole "crimes contre l'humanité" et a sollicité le Rwanda, qui a répondu qu'il était réfugié dans un pays africain, selon une source judiciaire interrogé par TV5 Monde.
Aloys Ntiwiragabo a déclaré à l'Ofpra d'avoir vécu au Niger de 2011 à 2017, puis d'avoir regagné la France par un Visa délivré par le consulat belge de Ouagadougou (Burkina Faso). Le 25 juillet 2020, Mediapart révèle sa présence à Orléans, qui pourrait dater de 2006.
À la suite des révélations de Mediapart sur la présence en France de Aloys Ntiwiragabo, le parquet national antiterroriste a ouvert une enquête préliminaire pour « crimes contre l’humanité » contre lui. Le procureur général rwandais, Aimable Havugiyaremye, déclare le 21 décembre 2021 que le Rwanda a émis un mandat d'arrêt international à l'encontre de Aloys Ntiwiragabo. Enfin, Interpol lance une fiche rouge à son nom pour 2 chefs d’accusation de crime de génocide (génocide par meurtre des membres du groupe; conspiration en vue de commettre le génocide) et 2 chefs d'accusation de crimes contre l’Humanité (crime contre l’Humanité de meurtre; crime contre l’Humanité d’extermination).

## Résidence en France
Selon Mediapart, Aloys Ntiwiragabo n'est pas la seule personne suspectée de génocide par le Rwanda et vivant en France sans être inquiétée : plusieurs centaines d’extrémistes rwandais seraient organisés dans des réseaux associatifs à travers le pays,. Déjà sous la présidence française de François Mitterrand, la veuve de l’ancien président Juvénal Habyarimana, Agathe Kanziga, alors suspecté de génocide, est accueillie en France sans être expulsée alors qu'elle ne dispose pas de papier et a épuisé tous les recours à sa disposition.
Alors que Aloys Ntiwiragabo est suspecté de crimes, il a pu déposer en 2020 une demande d'asile en France, qui lui a été refusée le 17 août 2020, l'administration française estimant qu’il existait des raisons sérieuses de penser qu'il se serait rendu coupable à la fois de « crime contre l’humanité », mais également de « crimes de guerre » pendant mais aussi après le génocide des Tutsis de 1994 (confirmé par la Cour nationale du droit d’asile (CNDA) en septembre 2021). Cependant, avant 2020 et depuis la fin du Tribunal pénal international pour le Rwanda (TPIR), Aloys Ntiwiragabo n'était pas recherché ni par Interpol, ni par la justice française ou rwandaise.
En avril 2021, le cabinet d'avocat Cunningham Levy Muse LLP, mandaté par le Rwanda, déplore le choix fait, selon eux, par la France « de protéger et non poursuivre les génocidaires », ainsi que de « dissimuler des documents cruciaux »,.
En janvier 2023, un procès se déroule devant le tribunal correctionnel de Paris à la suite de la plainte déposée par Aloys Ntiwiragabo contre la journaliste Maria Malagardis pour « injures publiques » pour l'avoir comparé à un Nazi,,. Le 15 mars, Malagardis est relaxée par la Cour.